# Rafael Conde y Delgado de Molina
Rafael Conde y Delgado de Molina (Tarragona, 5 de desembre de 1945 - El Burgo de Osma, Soria, 28 de març de 2005) fou un arxiver i professor universitari català, director de l'Arxiu de la Corona d'Aragó, des del 1988 fins al 1995.
Fill del també arxiver facultatiu Feliciano Conde Conde, que també va treballar a l'ACA, i de la mestra María del Carmen Delgado de Molina, estudià Filosofia i lletres a Saragossa, i ingressà al Cos d'Auxiliar d'Arxius i Biblioteques el 1966, essent destinat a l'Arxiu Històric Provincial de Tarragona i a l'Arxiu del Regne de València entre els anys 1967 i 1969. A la Universitat de València acabà els seus estudis de Filosofia i lletres, Secció de Geografia i Història el 1969, any en què va ingressar al Cos Facultatiu d'Arxivers, Bibliotecaris i Arqueòlegs, desenvolupant la totalitat d'aquesta etapa professional a l'Arxiu de la Corona d'Aragó. S'ocupà del servei reprogràfic, dels fons Diversos i dels del Reial Patrimoni. Durant el període en què va estar adscrit a l'ACA, entre el 1983 i el 1995 va ser comissari del Dipòsit Regional d'Arxius de Cervera. Va ser Secretari de l'arxiu entre 1981 i 1984, subdirector entre 1984 i 1988, i finalment el seu director entre el 1988 i el 1995. Durant la seva etapa com a director, el 1994 es va obrir la nova seu de l'ACA al carrer Almogàvers.
Durant la seva trajectòria professional va exercir també com a professor a la Universitat Autònoma de Barcelona entre el 1970 i el 1984, i fou membre de l'Institut Universitari d'Estudis Medievals d'aquesta Universitat. A més de la seva tasca a la universitat impartí cursos d'arxivística, diplomàtica i paleleografia per tot l'Estat. La seva tasca investigadora es va dirigir cap a multitud d'interessos, com la història dels arxius, la sigil·lografia, la història fiscal i de la comptabilitat i la història sarda. Va ser membre de la Comissió Internacional de Diplomàtica i de la Comissió Internacional de Sigilografia. Del Comitè Espanyol d'Història de la Comptabilitat. I secretari de la Comissió permanent dels Congressos d'Història de la Corona d'Aragó entre 1990 i 1996.
Conde estigué casat amb la catedràtica d'Història de l'Art de la Universitat de Saragossa Maria del Carme Lacarra Ducay.